# Wolf Hagemann
Wolf Hagemann (* 20. Juli 1898 in Glashütte; † 12. September 1983 in Évian-les-Bains, Frankreich) war ein deutscher Offizier, zuletzt Generalleutnant im Zweiten Weltkrieg.

## Leben
Hagemann trat nach seiner Ausbildung an der Hauptkadettenanstalt am 22. März 1916 als Fähnrich in das Grenadier-Regiment „König Wilhelm I.“ (2. Westpreußisches) Nr. 7 der Preußischen Armee ein. Am 5. Juli 1916 wurde er zunächst ohne Patent zum Leutnant befördert und diente zuletzt als MG-Offizier und Kompanieführer im Füsilier-Regiment „General-Feldmarschall Graf Moltke“ (Schlesisches) Nr. 38. Für seine Leistungen während des Krieges war Hagemann mit beiden Klassen des Eisernen Kreuzes, dem Waldechkschen Verdienstkreuz IV. Klasse sowie dem Verwundetenabzeichen in Schwarz ausgezeichnet worden.
Er war nach Ende des Ersten Weltkrieges bei einem Freikorps im Grenzschutz eingesetzt und wurde im Mai 1919 als Führer der MG-Kompanie des Reichswehr-Infanterie-Regiments 92 in die Vorläufige Reichswehr übernommen. Dort führte Hagemann als Major und Kommandeur ab 1. April 1938 im Raum Klagenfurt das neu aufgestellte III. Bataillon des Gebirgsjäger-Regimentes 139 der 3. Gebirgs-Division, die aus der 5. und 7. Division des österreichischen Bundesheeres gebildet wurde.
Im Verband der 3. Gebirgs-Division trat Hagemann ab 1. September 1939 in die Angriffskämpfe der Wehrmacht gegen die polnische Armee ein. Die Division wurde anschließend in den Westen verlegt und dem Verband der 6., dann der 16. Armee zugeteilt, in den Hunsrück verlegt und dort weiter ausgebildet. Am 1. März 1940 wurde Hagemann zum Oberstleutnant befördert. Mit seinem Bataillon ging Hagemann ab 9. April 1940 im Verband der Gruppe XXI nach Norwegen und kämpfte dort im Raum Narvik unter Generalleutnant Eduard Dietl gegen Norweger und Engländer bis zu deren Abzug im Mai/Juni 1940. Für seinen Einsatz und die Leistung seines Bataillons wurde Hagemann am 4. September 1940 mit dem Ritterkreuz des Eisernen Kreuzes ausgezeichnet.
Ende August 1940 gab Hagemann sein Bataillon ab und übernahm nach einem Urlaub ab 20. Oktober 1940 als Kommandeur die Offizierslehrgänge des Wehrkreises XVIII in Salzburg. Ab 15. April 1941 diente Hagemann im Stab der Deutschen Heeresmission in Rumänien, wo er am 1. November 1941 mit Patent zum 1. Februar 1941 zum Oberst befördert wurde. Ab 16. Dezember 1941 führte Hagemann als Kommandeur das Jägerregiment 49 der 28. leichten Infanterie-Division (vormals 28. Inf.-Div., anschl. 28. Jägerdivision), die in Frankreich umgegliedert wurde und ab Februar 1942 im Verband der 11. Armee unter General der Infanterie (ab 1. März 1942 Generaloberst) Erich von Manstein auf der Krim vor Sewastopol zum Einsatz kam. Am 13. Juni 1942 wurde Hagemann verwundet und musste die Führung seines Regiments abgeben. Ab 2. November 1942 leitete Hagemann den Lehrstab 2 der Infanterieschule des Heeres in Döberitz bei Berlin. Ab 8. Dezember 1943 führte Hagemann als Kommandeur die 336. Infanterie-Division, die auf der Krim im Verband der 17. Armee unter Generaloberst Erwin Jaenecke eingesetzt war. Am 1. März 1944 wurde Hagemann zum Generalmajor befördert.
In den schweren Abwehrkämpfen im April und Mai 1944 wurde die Division bis auf geringe Restteile, zu denen der Divisionskommandeur gehörte und die noch per Schiff nach Konstanza in Rumänien entkommen konnten, in Sewastopol bzw. auf der Halbinsel Chersones vernichtet. Hagemann war dabei erneut verwundet worden. Für seine Führungsleistung und die Leistungen seiner Division auf der Krim erhielt Hagemann am 4. Juni 1944 das Eichenlaub zum Ritterkreuz des Eisernen Kreuzes (484. Verleihung) verliehen.
Die ab 7. Juli 1944 im Wehrkreis I in Ostpreußen neu aufgestellte 541. Grenadier-, dann Volksgrenadier-Division führte Hagemann in den Abwehrkämpfen um Ostpreußen im Verband der 2. Armee des Generalobersten Weiß, dann der 4. Armee des Generals der Infanterie Friedrich Hoßbach (später General der Infanterie Friedrich-Wilhelm Müller). Am 1. September 1944 wurde Hagemann zum Generalleutnant befördert. Noch vor der Vernichtung der Division im Kessel von Heiligenbeil wurde Hagemann zur Heeresgruppe Weichsel versetzt und dort ab 1. März 1945 mit der Führung des Korps Oder beauftragt. Die Schlacht um Berlin erlebte Hagemann in dieser Position mit. Zuletzt wurde er im April 1945 noch mit der stellvertretenden Führung des XXXXVIII. Panzer-Korps betraut, mit dem er an der Elbe in US-amerikanische Kriegsgefangenschaft ging und aus der er 1947 entlassen wurde.
Hagemann lebte 1958 in Uffing am Staffelsee.